# ラグビーアフリカ・ウィメンズカップ
ラグビーアフリカ・ウィメンズカップ（Rugby Africa Women's Cup）は、ワールドラグビー公認のラグビーユニオン国際大会である。南アフリカ共和国ほか15人制女子代表チーム間で争われる。ワールドカップやWXVへの出場をかけたアフリカ地域の予選としても行われる。

## 歴史
2019年8月、ワールドカップ2021のアフリカ予選を兼ねて第1回大会が開催された。参加国は、南アフリカ、ケニア、マダガスカル、ウガンダの4チーム。南アフリカが優勝し、ワールドカップ出場権を獲得した。準優勝のケニアは、後日、南米地域との敗者復活戦へ進んだ（南米コロンビアに15-16で敗退）。
2020年は新型コロナウイルスの世界的流行のため開催されなかった。翌2021年も大会は開催せず、個別のテストマッチを実施した。
2022年は12チームを3チームずつに分けたプール戦を開催。翌2023年にその上位4チームで決勝戦を行い、同年新設の女子15人制国際大会WXVへの出場権をかけた予選とした。優勝した南アフリカがWXV2に、準優勝のケニアがWXV3に出場した。
2024年は4チームでの開催に戻り、優勝チームがWXV2に、準優勝チームがWXV3に出場となった。

## 結果
開催年により、ワールドカップ予選、WXV予選としての役割を持つ。
| 年        | 優勝                                                       | 準優勝                                                     | 3位                                                        | 4位                                                        | 備考          |
| --------- | ---------------------------------------------------------- | ---------------------------------------------------------- | ---------------------------------------------------------- | ---------------------------------------------------------- | ------------- |
| 2019      | 南アフリカ共和国 · WC2021に出場                            | ケニア · WC予選の敗者復活戦へ                              | マダガスカル                                               | ウガンダ                                                   | [ 14 ] [ 15 ] |
| 2020-2021 | 新型コロナウイルス感染症の世界的流行のため開催せず         | 新型コロナウイルス感染症の世界的流行のため開催せず         | 新型コロナウイルス感染症の世界的流行のため開催せず         | 新型コロナウイルス感染症の世界的流行のため開催せず         |               |
| 2022      | 2023年大会のための予選（3チームずつ4つに分かれたプール戦） | 2023年大会のための予選（3チームずつ4つに分かれたプール戦） | 2023年大会のための予選（3チームずつ4つに分かれたプール戦） | 2023年大会のための予選（3チームずつ4つに分かれたプール戦） | [ 9 ]         |
| 2023      | 南アフリカ共和国 · WXV2に出場                              | ケニア · WXV3に出場                                        | マダガスカル                                               | カメルーン                                                 | [ 10 ]        |
| 2024      | 南アフリカ共和国 · WXV2に出場 WC2025に出場                 | マダガスカル · WXV3に出場                                  | ケニア                                                     | カメルーン                                                 | [ 16 ]        |